# KCOP-TV
KCOP-TV (também conhecida como My13) é uma emissora de televisão estadunidense com sede em Los Angeles, na Califórnia. Opera no canal 13 VHF digital, e é uma emissora própria do serviço de programação MyNetworkTV. Pertence a Fox Television Stations, que também é proprietária da emissora irmã própria da Fox, KTTV (canal 11). As 2 emissoras compartilham estúdios no Fox Television Center, em West Los Angeles. O transmissor da KCOP-TV está localizado no topo do Monte Wilson.

## História

### KLAC-TV (1948-1953)
A emissora entrou no ar pela primeira vez em 17 de setembro de 1948 com o prefixo KLAC-TV (significando Los Angeles, Califórnia), adotando o apelido "Lucky 13". Foi originalmente co-propriedade da emissora de rádio local KLAC (570 AM), de propriedade da empresária Dorothy Schiff (também proprietária do The New York Post). Tendo uma programação independente em seu início, a emissora passou a ser afiliada da DuMont Television Network em 1949 após a KTLA (canal 5) se desafiliar da rede. Uma das primeiras estrelas da KLAC-TV foi a veterana atriz Betty White, que participou do programa Al Jarvis's Make-Believe Ballroom (mais tarde renomeado para Hollywood on Television) de 1949 a 1952, e depois em sua própria sitcom, Life with Elizabeth, de 1952 a 1956. O apresentador Regis Philbin e o ator e diretor Leonard Nimoy já trabalharam nos bastidores da emissora, e Oscar Levant teve seu próprio programa na KLAC-TV de 1958 a 1960.

### KCOP-TV (1953-atual)
Em 23 de dezembro de 1953, a Copley Press (editora do San Diego Union-Tribune) comprou a KLAC-TV e mudou seu prefixo para KCOP-TV, fazendo referência as iniciais do nome da empresa. Um grupo liderado por Bing Crosby comprou a emissora em junho de 1957, e em 1959, a NAFI Corporation, que mais tarde se fundiria com a Chris-Craft Boats para se tornar a Chris-Craft Industries, comprou a KCOP-TV.
Na década de 70, a KCOP-TV foi uma das primeiras emissoras independentes em todo o país a exibir reprises da série original Star Trek. Em 1978, a emissora passou a exibir a programação do consórcio de emissoras independentes Operation Prime Time.
No início dos anos 80, a KCOP-TV passou a exibir a série Star Fleet (também conhecida como X-Bomber), uma série de marionetes de ficção científica que estreou originalmente no Japão em 1980.
Durante a década de 80 e início de 90, a emissora exibiu Star Trek: The Next Generation, The Arsenio Hall Show e Baywatch. A KCOP-TV também exibiu a versão sindicada de Wheel of Fortune. A emissora também havia passado a exibir Jeopardy!, que estava anteriormente na KCBS-TV (canal 2), em 1985. Ambos os programas mudaram para a KCBS-TV em 1989 e, mais tarde, para a KABC-TV (canal 7), em 1992. A emissora exibiu episódios selecionados da novela australiana Neighbours desde o início de junho a final de agosto de 1991.
A emissora fez parceria com a WWOR-TV e MCA TV Entertainment em um bloco de programação de duas noites, a Hollywood Premiere Network, começando em outubro de 1990. A KCOP-TV também exibiu o serviço de programação Prime Time Entertainment Network de 1993 a 1995, e exibiu programação da Spelling Premiere Network em seu lançamento em agosto de 1994, nas noites de quinta-feira.

#### Afiliação com a UPN (1993-2006)
Em 27 de outubro de 1993, a Chris-Craft e sua subsidiária de radiodifusão, a United Television, fizeram parceria com a subsidiária recém-adquirida da Viacom, Paramount Pictures, para formar a United Paramount Network (UPN), tornando a KCOP-TV a afiliada da rede em Los Angeles. A rede estreou em 16 de janeiro de 1995. Em 1996, a Viacom comprou 50% da UPN da Chris-Craft. No lançamento da rede, que também serviu para lançar o Star Trek: Voyager da Paramount, a KCOP-TV serviu como a emissora principal da UPN na Costa Oeste. No final da década de 90, a emissora começou a transmitir uma grande quantidade de talk shows mais jovens (como The Ricki Lake Show, The Jenny Jones Show e The Montel Williams Show), reality shows, comédias noturnas e desenhos animados sindicados (como Double Dragon) pela manhã, além da popular série de anime Sailor Moon.
Em 12 de agosto de 2000, a Chris-Craft concordou em vender suas emissoras de televisão do groupo BHC Communications para a subsidiária Fox Television Stations da News Corporation por US$ 5,5 bilhões. O acordo foi finalizado em 31 de julho de 2001, criando um duopólio com a KTTV. Ao ser vendida para a Fox, a KCOP-TV passou a exibir o bloco Fox Kids no meio da tarde, que era exibido anteriormente na KTTV. O bloco foi descontinuado em todo o país em janeiro de 2002. Logo depois, a emissora exibiu um bloco de desenhos animados matinal de uma hora fornecido pela DIC Entertainment, mas os deixou de exibir em setembro de 2006. Em uma transação separada de sua compra da UPN, a Viacom comprou a concorrente da KCOP-TV, a KCAL-TV (canal 9), da Young Broadcasting em 1 de junho de 2002. Pensava-se que a UPN mudaria para a KCAL-TV, mas a Viacom decidiu manter a emissora com um formato independente, pois a Fox renovou os acordos de afiliação para suas emissoras afiliadas à UPN por quatro anos, mantendo a programação da rede na KCOP-TV.
Com a aquisição da KCOP-TV pela Fox, a emissora abandonou seus antigos estúdios de Hollywood na 915 North La Brea Avenue, e o jornalismo e operações técnicas foram transferidas para as instalações da KTTV no Fox Television Center em West Los Angeles em 2003. O estúdio de La Brea Avenue foi colocado à venda, e a Fox optou por manter as instalações, remodelando-as para abrigar as duas primeiras temporadas do reality show Hell's Kitchen. Eventualmente, o local foi abandonado e se tornou um refúgio para posseiros que foram despejados pela polícia em maio de 2009, e acabou sendo demolido.

#### Afiliação com a MyNetworkTV (2006-atual)

Logo da KCOP 13, usado de julho de 2021 a janeiro de 2023; atualmente usado para fins de identificação da estação.

Em 24 de janeiro de 2006, a unidade Warner Bros. da Time Warner e a CBS Corporation anunciaram que as duas empresas encerrariam a UPN e a The WB e combinariam a respectiva programação das redes para criar uma nova "quinta" rede chamada The CW. A KTLA, que era afiliada da The WB desde o lançamento da rede em janeiro de 1995, tornou-se afiliada da The CW em Los Angeles como parte de um acordo de afiliação de 10 anos entre a nova rede e a empresa proprietária da KTLA, a Tribune Broadcasting.
A lista inicial de afiliados da The CW não incluía nenhuma das emissoras UPN da Fox. No dia seguinte ao anúncio do lançamento pendente da The CW, em 25 de janeiro de 2006, a Fox retirou todas as referências de rede da marca de suas emissoras afiliadas à UPN e parou de promover os programas da rede. Consequentemente, a KCOP-TV mudou sua marca de "UPN 13" para "Channel 13" e alterou o logotipo da emissora de 2002 para remover o logotipo da UPN. Em 22 de fevereiro de 2006, a News Corporation anunciou o lançamento de uma nova "sexta" rede chamada MyNetworkTV, que teria a KCOP-TV e outras ex-afiliadas da UPN de propriedade da Fox como primeiras afiliadas.
A UPN continuou a transmitir em emissoras de todo o país até 15 de setembro de 2006. As emissoras de propriedade da Fox, incluindo a KCOP-TV, abandonaram totalmente a UPN em 31 de agosto de 2006. Em setembro de 2006, a emissora começou a se identificar como "MyNetworkTV, Channel 13", e a marca mudou novamente em maio de 2007, simplificada para "My13 Los Angeles".

## Sinal digital
| PSIP | Canal digital | Resolução de vídeo | Programação                                    |
| ---- | ------------- | ------------------ | ---------------------------------------------- |
| 11.2 | 13 VHF        | 480i Widescreen    | Simulcast da KTTV / Fox                        |
| 11.3 | 13 VHF        | 480i Widescreen    | TheGrio TV                                     |
| 13.1 | 13 VHF        | 720p               | Programação principal da KCOP-TV / MyNetworkTV |
| 13.2 | 13 VHF        | 480i               | Buzzr                                          |
| 13.3 | 13 VHF        | 480i Widescreen    | Movies!                                        |
| 13.4 | 13 VHF        | 480i Widescreen    | Heroes & Icons                                 |

Em 4 de novembro de 2011, a Fox Television Stations assinou um acordo de afiliação com a Bounce TV para a KCOP-TV e sua emissora irmã da área de Nova York, a WWOR-TV. A emissora começou a exibir a Bounce TV no subcanal digital 13.2 em 8 de março de 2012.
Como resultado da Bounce TV assinar um novo acordo de afiliação com a Univision Communications em 2014, a rede mudou para o terceiro subcanal da emissora própria da Univision, KMEX-DT (canal 34), em 9 de março de 2015. A rede Buzzr estreou no canal 13.2 em 1º de junho de 2015.
Em 18 de setembro de 2015, Weigel Broadcasting e Fox Television Stations anunciaram um acordo de afiliação para exibir a programação da rede Heroes & Icons em subcanais de emissoras próprias da Fox, e a KCOP-TV passou a exibir a programação da 1º de outubro de 2015.

### Transição para o sinal digital
Com base no decreto federal de transição das emissoras de TV estadunidenses do sinal analógico para o digital, a KCOP-TV descontinuou sua programação regular no sinal analógico pelo canal 11 VHF em 12 de junho de 2009. Logo após a transição, a emissora deixou de operar no canal 66 UHF digital, que estava entre os canais UHF de banda alta (de 52 a 69) removidos do uso para transmissão, e passou a operar no canal 13 VHF digital.

## Programas
Atualmente, a emissora não produz programas locais, exibindo integralmente a programação da MyNetworkTV e programas sindicados.
Diversos programas compuseram a grade da emissora, e foram descontinuados:
- Al Jarvis's Make-Believe Ballroom
- Channel 13 News
- Cinema Thirteen
- Hollywood on Television
- Hollywood Presents
- KCOP Special Presentation
- L.A. Theather
- Life with Elizabeth
- My13 News
- Movie for a Sunday Afternoon
- News 13
- Playhouse Thirteen
- Real News
- Sunday Film Festival
- Studio Wrestling
- Teleplex 13
- The 8 O'Clock Movie
- The Movie Arcade
- The Oscar Levant Show
- The Saturday Film Festival
- UPN 13 News
- UPN News 13
- World Network News
- World Network Newsline

### Programação esportiva
A KCOP-TV foi a emissora oficial da Los Angeles Marathon desde o seu início, em 1986 até 2001, dos Los Angeles Clippers na NBA de 1991 a 1996 e desde 2012, e dos Los Angeles Dodgers de 2002 a 2005 e dois jogos dos Los Angeles Chargers em 2017.
Como muitas emissoras locais nos primeiros anos da televisão, a emissora realizou transmissões semanais de luta profissional no estúdio por muitos anos durante os anos 70 com o nome Studio Wrestling. Estrelas como Freddie Blassie, John Tolos, Rocky Johnson, André the Giant e The Sheik apresentaram as transmissões, com o locutor local Dick Lane. Mais recentemente, o wrestling voltou à KCOP-TV por meio do programa Smackdown da World Wrestling Entertainment, que foi ao ar na emissora de 1999 a 2006, e novamente de 2008 a 2010 (como afiliado da MyNetworkTV). No passado, a emissora também exibiu outras transmissões de wrestling, incluindo a World Class Championship Wrestling e a NWA. A KCOP-TV também transmitiu lutas de boxe ao vivo, transmitidas do Grand Olympic Auditorium no centro de Los Angeles, do final dos anos 60 até meados dos anos 90, com o lendário locutor esportivo de Los Angeles, Jim Healy.
De 2005 a 2007, a emissora exibiu a transmissão dos jogos de pré-temporada do St. Louis Rams produzidos pela Fox Sports Midwest e pela KTVI de St. Louis. Na década de 50, durante os primeiros anos do time em Los Angeles, a emissora transmitia muitos jogos da temporada regular do Rams antes que os jogos da NFL se tornassem mais exclusivos para as principais redes de televisão (como CBS, NBC e DuMont). No entanto, em julho de 2008, o comitê de transmissão da NFL decidiu não permitir mais que as equipes transmitissem jogos da pré-temporada além de seus mercados secundários. Isso foi feito para proteger os parceiros de transmissão da liga, incluindo a KCBS-TV e KTLA, as respectivas emissoras locais dos jogos de pré-temporada dos San Diego Chargers e Oakland Raiders.
De 2006 a 2011, a KCOP-TV deteve os direitos de transmissão de transmissão do time de beisebol Los Angeles Angels of Anaheim. A equipe e a Fox Sports West (hoje Bally Sports West) assinaram um contrato de transmissão de 20 anos, começando na temporada de 2012, realizando 150 transmissões anuais do Angels exclusivas da Fox Sports West, com uma parte selecionada dessa programação transmitida no Prime Ticket.
Em 8 de abril de 2011, a KCOP-TV transmitiu seu primeiro jogo dos Clippers desde 1996. Durante a temporada 2011-12, a emissora transmitiu dois jogos dos Clippers, sendo uma contra o Denver Nuggets em 18 de abril, e o sexto jogo de sua série de playoffs contra o Memphis Grizzlies em 11 de maio.
Como uma emissora própria da Fox, a KCOP-TV recebeu direitos especiais para dois jogos do NFL on Fox durante a temporada regular de 2017, ambos em casa com os Chargers. As transmissões ocorriam nos fins de semana.
Na temporada 2020-21 da NHL, a KCOP-TV foi a emissora oficial de vários jogos dos Kings e Ducks devido ao adiamento da temporada devido à pandemia de COVID-19. A emissora realizou seis transmissões de jogos dos Kings e quatro transmissões dos Ducks.

### Jornalismo
Por muitos anos, a KCOP-TV transmitiu um telejornal de horário nobre às 22h, além de um telejornal da tarde nos dias úteis às 14h durante o final dos anos 70 e início dos anos 80. Durante a década de 80, a emissora combinou seu telejornal local das 22h com o telejornal sindicado Independent Network News (produzido pela WPIX, da cidade de Nova York). Os telejornais da emissora geralmente tinham a menor audiência entre sete emissoras de televisão em VHF no mercado de Los Angeles. A duração do telejornal variava de 30 minutos a uma hora, dependendo do orçamento da emissora. Uma tentativa ambiciosa de renovar o jornalismo da KCOP-TV ocorreu em janeiro de 1993, quando o telejornal das 22h foi renomeado para Real News e estreou um novo formato onde os apresentadores andavam pela redação da emissora (semelhante ao formato pioneiro da CITY-TV de Toronto, no Canadá), reportagens detalhadas e elementos de revista eletrônica. No entanto, o novo formato, que acompanhou os avanços tecnológicos e uma expansão da equipe de jornalismo, não aumentou a audiência da emissora, o Real News foi reduzido para meia hora nas noites da semana em maio de 1994, e os telejornais de fim de semana deixaram de ser exibidos. Pouco depois disso, o telejornal foi rebatizado como UPN News 13. Por um breve período durante o final da década de 90, a KCOP-TV tentou produzir um telejornal de meia hora às 15h30 nos dias de semana, que depois passou a ser exibido às 19h30. No entanto, quando a emissora foi comprada pela Fox e suas operações foram fundidas com a KTTV, o telejornal foi transferido para as 23h para evitar a competição direta com a nova emissora irmã (que exibe um telejornal de uma hora às 22h), e reduziu de uma hora para 30 minutos. A produção e os recursos das notícias da emissora também passaram a ser administrados pela KTTV.
Em 10 de abril de 2006, o telejornal da KCOP-TV foi ampliado de 30 minutos para uma hora. Em 14 de agosto de 2006, o telejornal foi rebatizado como My13 News para refletir a afiliação da emissora com a MyNetworkTV.
Em 1º de dezembro de 2008, a KCOP-TV encurtou novamente seu telejornal das 23h para meia hora de duração, que passou a ser ancorado pelos âncoras do telejornal das 22h da KTTV, Christine Devine e Carlos Amezcua. O título do telejornal foi alterado para a Fox News at 11, marcando o fim de um telejornal com o nome da emissora. Em 10 de setembro de 2012, a emissora lançou um telejornal de meia hora às 19h nas noites de semana, também com o título Fox News, sendo também ancorado por Amezcua e Devine. Em 9 de agosto de 2013, a KCOP-TV anunciou o cancelamento de todos os seus telejornais. Seu último telejornal foi ao ar em 22 de setembro de 2013.

## Equipe

### Membros antigos
- Betty White
- Bill Press
- Bill Seward (hoje na NBC Sports)
- Charlie O'Donnell †
- Danny Romero (hoje na KABC-TV)
- Gary Franklin †
- George Putnam †
- Hal Fishman †
- Harold Dow †
- Harris Faulkner (hoje no Fox News Channel)
- Jim Nash
- José Mota (hoje na Fox Sports West)
- Kent Ninomiya
- Larry McCormick †
- Lauren Sanchez
- Mark Thompson (hoje na rádio KFI)
- Regis Philbin †
- Robert Kovacik (hoje na KNBC-TV)
- Ross Becker (hoje na KAAL-TV em Austin, Minnesota)
- Tawny Little
- Tom Duggan †
- Vic Jacobs (hoje na rádio KLAC)
- Warren Olney